# Championnats de Tunisie d'athlétisme 1960
Navigation
1959 1961
Les championnats de Tunisie d'athlétisme 1960 sont une compétition tunisienne d'athlétisme se disputant en 1960 avec vingt épreuves pour les hommes et deux épreuves seulement pour les femmes, car le départ continu des étrangers a laissé un grand vide dans le sport féminin.
Brahim Karabi qui a évolué avec une licence individuelle est l'attraction de ces championnats avec quatre titres et un bon chronomètre aux 400 mètres.

## Palmarès
| Discipline            | Hommes                           | Hommes          | Femmes           | Femmes |
| --------------------- | -------------------------------- | --------------- | ---------------- | ------ |
| 100 m                 | Mourad Ben Romdhan               | 11 s 3          |                  |        |
| 200 m                 | Brahim Karabi                    | 22 s 9          |                  |        |
| 400 m                 | Brahim Karabi                    | 51 s 2          |                  |        |
| 800 m                 | Abdesselem Ben Fredj (Darghouth) | 1 min 57 s 1    |                  |        |
| 1 500 m               | Mohamed Gouider                  | 4 min 2 s 3     |                  |        |
| 5 000 m               | Rachid Ben Naceur                | 15 min 2 s 4    |                  |        |
| 10 000 m              | Ahmed Boughalem Ben Salah        | 32 min 30 s 2   | -                | -      |
| 100 m haies           |                                  |                 |                  |        |
| 110 m haies           | Mohamed Haddad                   | 15 s 9          |                  |        |
| 400 m haies           | Mongi Soussi Zarrouki            | 56 s 4          |                  |        |
| 3 000 m steeple       | Hassen Amri                      | 9 min 37 s      |                  |        |
| Relais 4 × 100 mètres | L'Orientale                      | 44 s 2          |                  |        |
| Relais 4 × 400 mètres | L'Orientale                      | 3 min 29 s      |                  |        |
| Saut en longueur      | Brahim Karabi                    | 6,42 m          | Manoubia Zitouni | 3,40 m |
| Triple saut           | Brahim Karabi                    | 13,69 m         |                  |        |
| Saut en hauteur       | Sylvain Bitan                    | 1,85 m          | Manoubia Zitouni | 1,15 m |
| Saut à la perche      | Mongi Soussi Zarrouki            | 3 m             |                  |        |
| Lancer du poids       | Carlo Uzan                       | 12,33 m         |                  |        |
| Lancer du disque      | Yvon Zimbris                     | 38,74 m         |                  |        |
| Lancer du marteau     | Carlo Uzan                       | 40,08 m         | -                | -      |
| Lancer du javelot     | André Blanchet                   | 49,42 m         |                  |        |
| 50 km marche          | Khelifa Bahroun                  | 5 h 16 min 27 s |                  |        |
| Décathlon             |                                  |                 |                  |        |
| Heptathlon            |                                  |                 |                  |        |
| Marathon              |                                  |                 |                  |        |

## Source
- Mahmoud Ellafi (dir.), Almanach du sport : 1956-1973, Tunis, Le Sport, 1974.